# 陳珠璋
陳珠璋（1922年11月8日—2019年6月25日），臺灣精神科醫師、臺大醫學院名譽教授、臺灣心理劇之父，為臺灣精神醫療界之先驅，曾任臺大醫院精神科主任、中華衛生心理協會理事長等職務。

## 家庭背景
陳珠璋為日本時代知名建商陳海沙之次子。

## 生平
1935年，陳珠璋報考台北二中（成功高中前身）落榜。陳珠璋在沮喪挫折中，決定苦讀報考台北一中（建國中學前身），結果居然中榜。1941年6月，陳珠璋初入台北帝大（臺灣大學前身）預科。他之所以會選擇從醫，與過去一起同床睡覺的祖父病逝有關。接觸精神科學，則是機緣，碰巧首次到精神科蒐集資料時，認識了未來的妻子，進而促使他走上精神醫療的路上。